# ジェイク・バグ (アルバム)
『ジェイク・バグ』（Jake Bugg）は、2012年にリリースされたジェイク・バグの1枚目のスタジオ・アルバムである。

## 収録曲
1. ライトニング・ボルト - Lightning Bolt
2. トゥ・フィンガーズ - Two Fingers
3. テイスト・イット　- Taste It
4. シーン・イット・オール - Seen It All
5. シンプル・アズ・ディス - Simple as This
6. カントリー・ソング - Country Song
7. ブロークン - Broken
8. トラブル・タウン - Trouble Town
9. バラード・オブ・ミスター・ジョーンズ - Ballad of Mr Jones
10. スライド - Slide
11. サムワン・トールド・ミー - Someone Told Me
12. ノット・トゥ・セルフ - Note to Self
13. サムプレイス - Someplace
14. ファイアー - Fire

日本盤ボーナストラック
1. ケンタッキー - Kentucky
2. ラヴ・ミー・ザ・ウェイ・ユー・ドゥ - Love Me the Way You Do
3. グリーン・マン - Green Man